# 小行星2346
小行星2346（2346 Lilio）是一颗围绕太阳公转的小行星。1934年2月5日，卡爾·威廉·萊茵姆特在海德堡发现了此天体。
該小行星以義大利天文學家，格里高利曆的發起人阿洛伊修斯·里利烏斯命名。
这颗小行星的绝对星等为106.23417等。